# Yoldiella dissimilis
Yoldiella dissimilis är en musselart som först beskrevs av Addison Emery Verrill och Katharine Jeanette Bush 1898.  Yoldiella dissimilis ingår i släktet Yoldiella och familjen Yoldiidae. Inga underarter finns listade i Catalogue of Life.